# Louis Laverdière
Louis Laverdière est un producteur québécois.

## Filmographie
- 1983 : Au clair de la lune
- 1999 : La Femme du boulanger (TV)
- 1999 : Emporte-moi
- 2000 : César (TV)
- 2000 : La Beauté de Pandore
- 2001 : Rebelles (Lost and Delirious)
- 2001 : Destin (en) (Dice) (mini-série)
- 2002 : Random Passage (feuilleton TV)
- 2002 : Séraphin : Un homme et son péché
- 2004 : CQ2 (Seek You Too)
- 2004 : Geraldine's Fortune
- 2019 : Les Fleurs oubliées d'André Forcier